# Zdeněk Čurilla
Zdeněk Čurilla (* 22. dubna 1966) je bývalý český fotbalista. Po skončení aktivní kariéry působí na regionální úrovni jako trenér.

## Fotbalová kariéra
V československé lize hrál za Bohemians Praha a Duklu Praha. Nastoupil v 54 ligových utkáních a dal 6 gólů. V nižších soutěžích hrál i za SK Kladno.

## Ligová bilance
| Ročník                                   | Zápasy | Góly | Klub            |
| ---------------------------------------- | ------ | ---- | --------------- |
| 1. československá fotbalová liga 1988/89 | 14     | 2    | Bohemians Praha |
| 1. československá fotbalová liga 1989/90 | 20     | 2    | Bohemians Praha |
| 1. československá fotbalová liga 1992/93 | 20     | 2    | Dukla Praha     |
| CELKEM                                   | 54     | 6    |                 |